# Hranovnica
Hranovnica (em alemão: Gränitz; húngaro: Szepesvéghely) é um município da Eslováquia, situado no distrito de Poprad, na região de Prešov. Tem 32,66 km² de área e sua população em 2021 foi estimada em 3193 habitantes.

## Demografia
| Ano:        | 1994 | 2004    | 2014    | 2024   |
| ----------- | ---- | ------- | ------- | ------ |
| Broj ljudi: | 2201 | 2570    | 2998    | 3248   |
| Razlika:    |      | +16,76% | +16,65% | +8,33% |

| Ano:               | 2023 | 2024   |
| ------------------ | ---- | ------ |
| Número de pessoas: | 3226 | 3248   |
| Diferença:         |      | +0,68% |